# Provia (bướm đêm)
Provia là một chi bướm đêm thuộc họ Noctuidae.

## Loài
- Provia argentata Barnes & McDunnough, 1910

## Hình ảnh

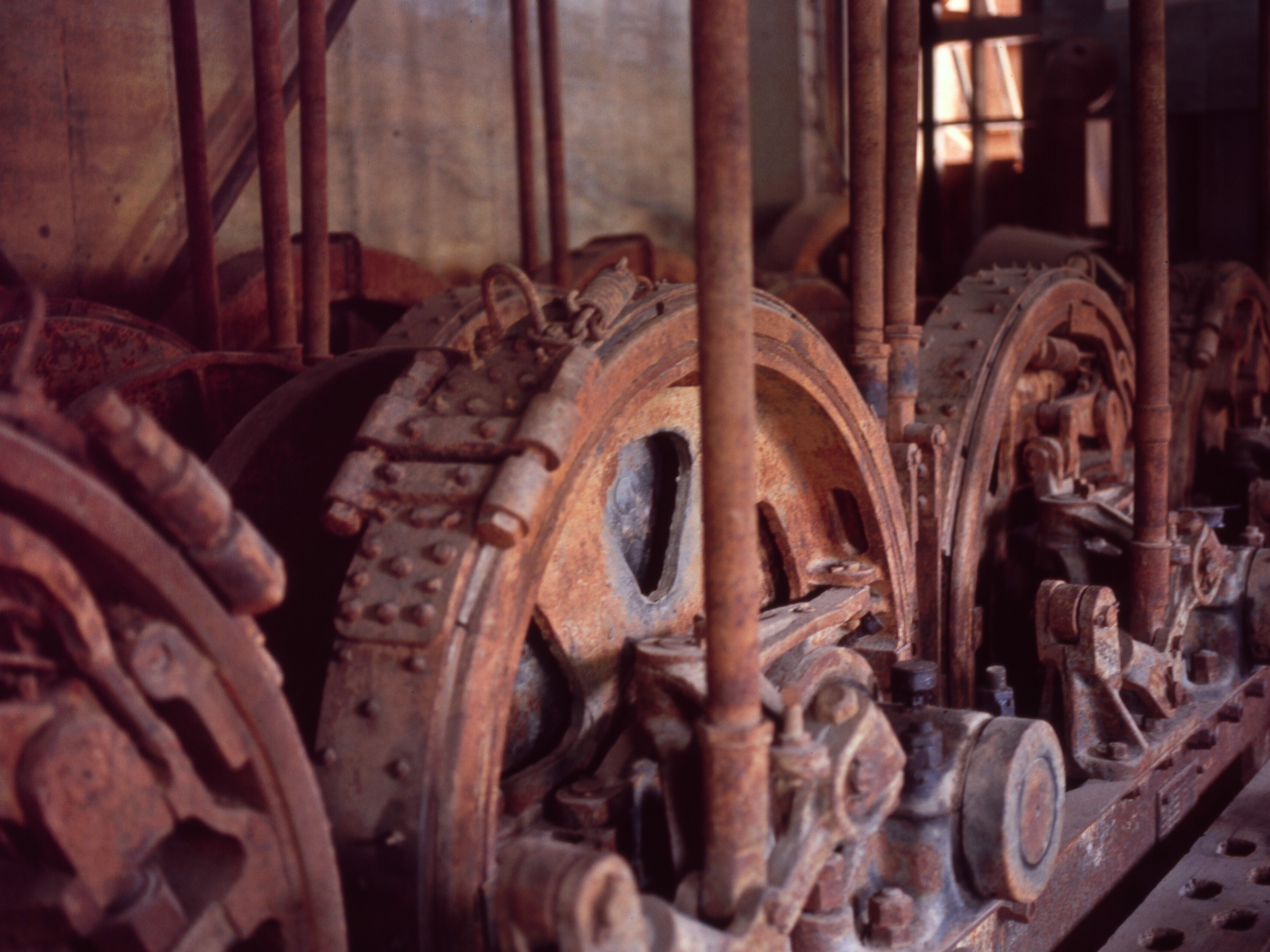
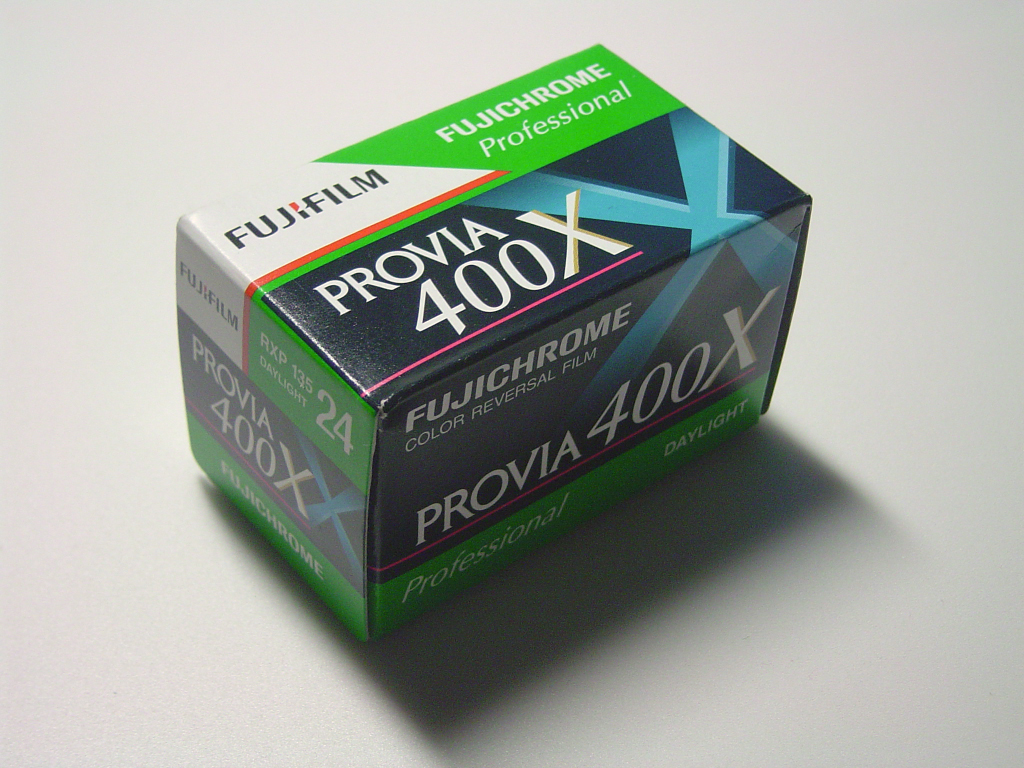
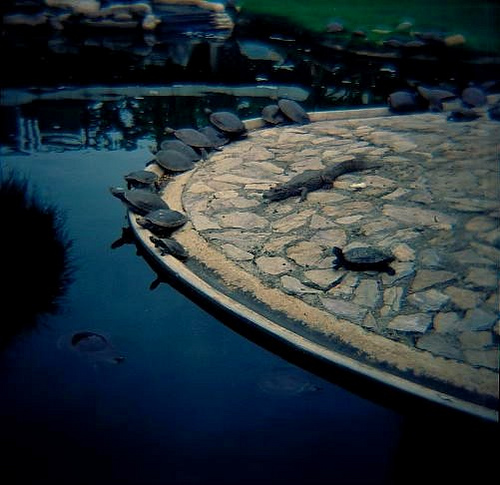
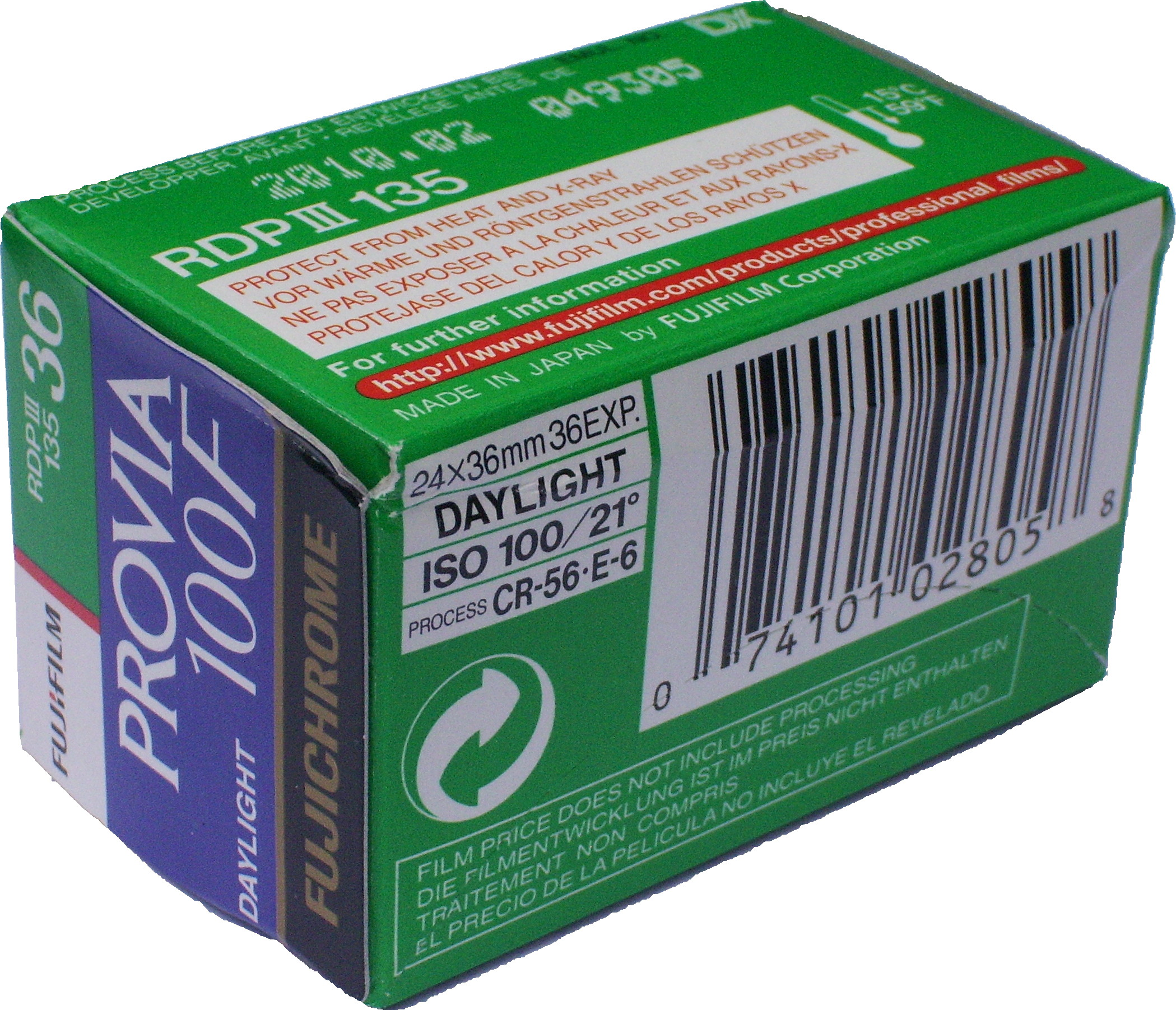